# Křížov (Pravonín)
Křížov of Křížov pod Blaníkem (Duits: Krischow of Krischow an Planick) is een Tsjechische plaats in de gemeente Pravonín, regio Midden-Bohemen, en maakt deel uit van het district Benešov. Het dorp ligt op 4 kilometer afstand van Pravonín.
Křížov telt 98 inwoners (2021).

## Geografie
Křížov ligt aan de Brodec (Duits: Brodetz), een beek die aftakt van de rivier de Blanice (Duits: Planitz). Aan de overkant van de Brodec ligt Křížovská Lhota, waarmee Křížov door een weg is verbonden.

## Geschiedenis
De eerste schriftelijke vermelding van het dorp dateert van 1405.
Sinds 1960 is Křížov volledig ondergebracht bij het district Benešov.

## Verkeer en vervoer

### Autowegen
Er leidt een regionale weg naar het dorp.

### Spoorlijnen
Er is geen station in Křížov. Het dichtstbijzijnde station is in Zdislavice, op zo'n 11,5 kilometer afstand. Dat station ligt aan spoorlijn 222 Benešov - Vlašim - Trhový Štěpánov. De lijn is enkelsporig en werd tussen Benešov en Vlašim in 1895 geopend.

### Buslijnen
Er is één bushalte in het dorp:
| Halte            | Lijn(en) | Traject(en)                          | Vervoerder(s) |
| ---------------- | -------- | ------------------------------------ | ------------- |
| Pravonín, Křížov | 458 854  | Vlašim - Mladá Vožice Vlašim - Pacov | CŠAD Benešov  |

## Bezienswaardigheden

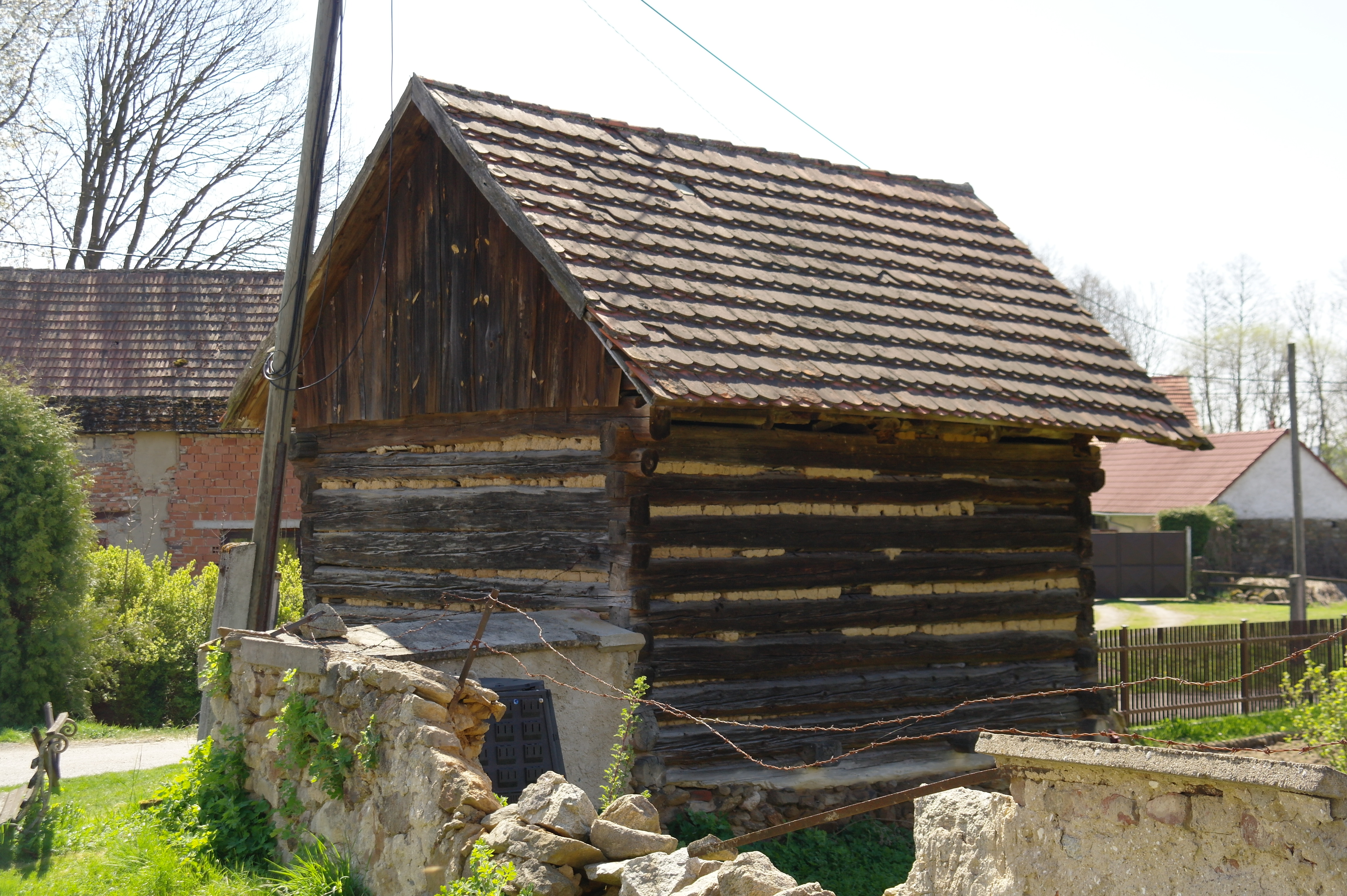
Monumentale schuur (2019)

- Dorpskapel;
- Dorpskapel met schrijn;
- Wegkruis;
- Monumentale houten schuur.

## Galerij

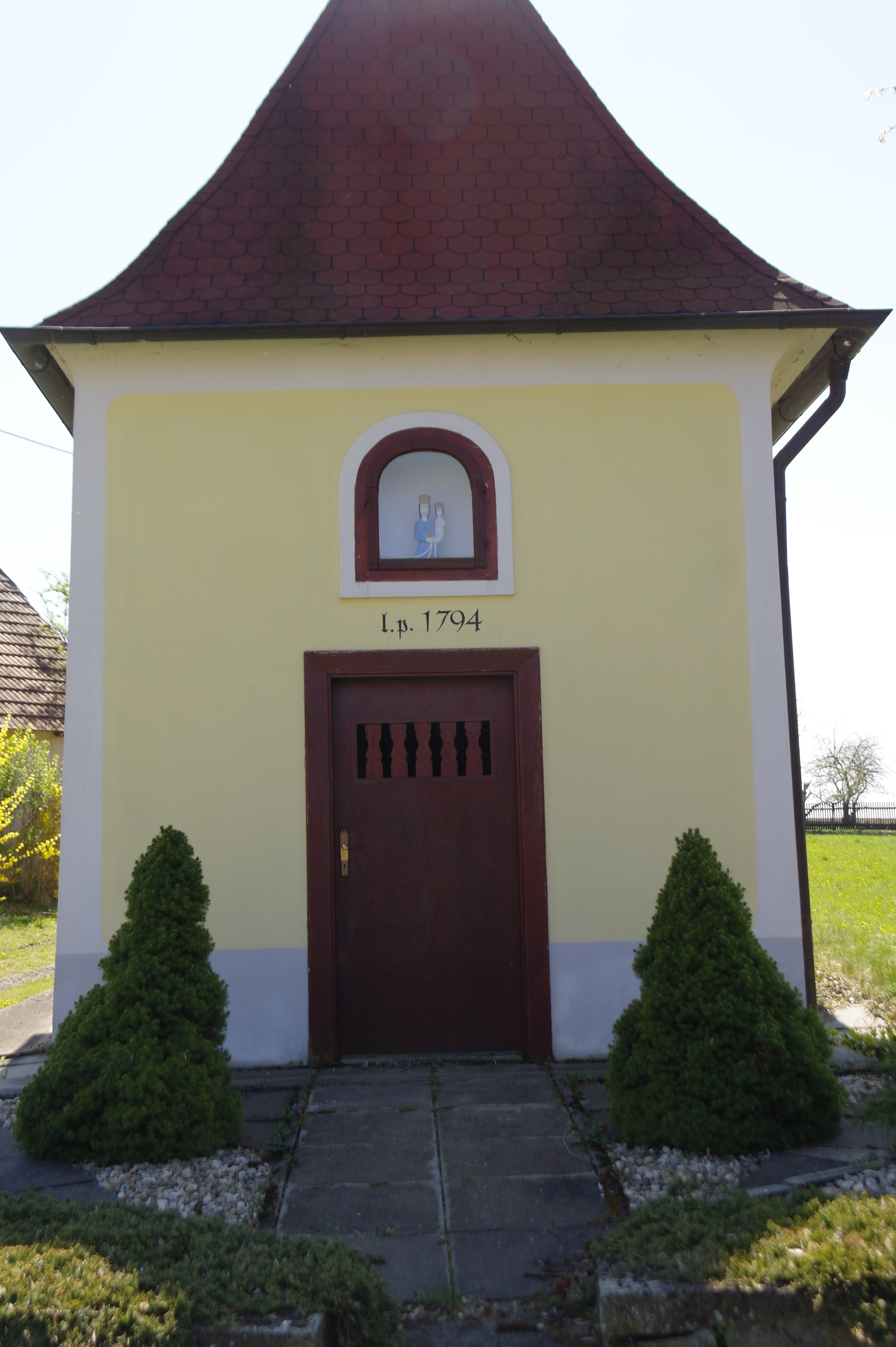
Dorpskapel (buitenzijde - 2019)
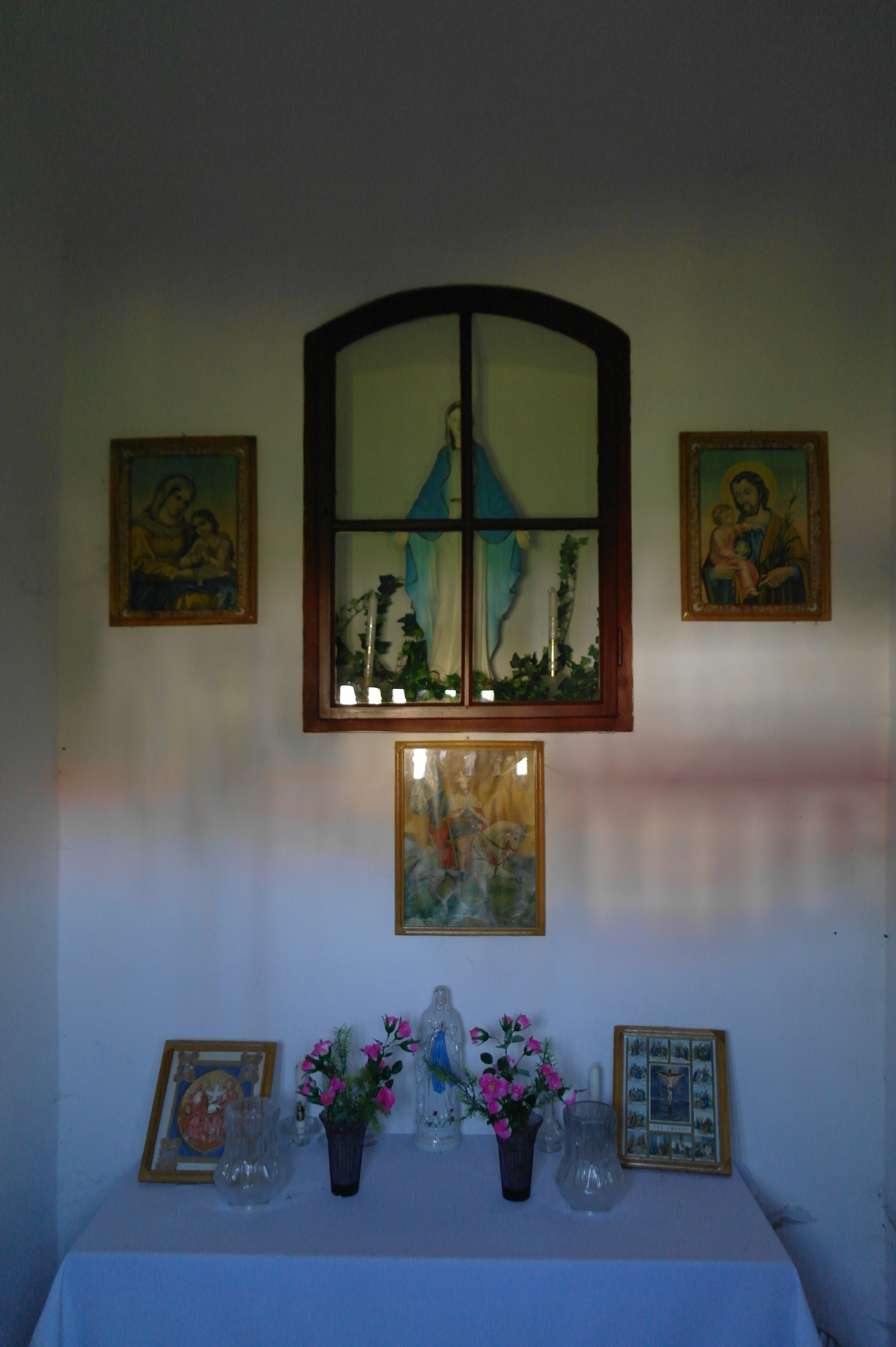
Dorpskapel (binnenzijde - 2019)
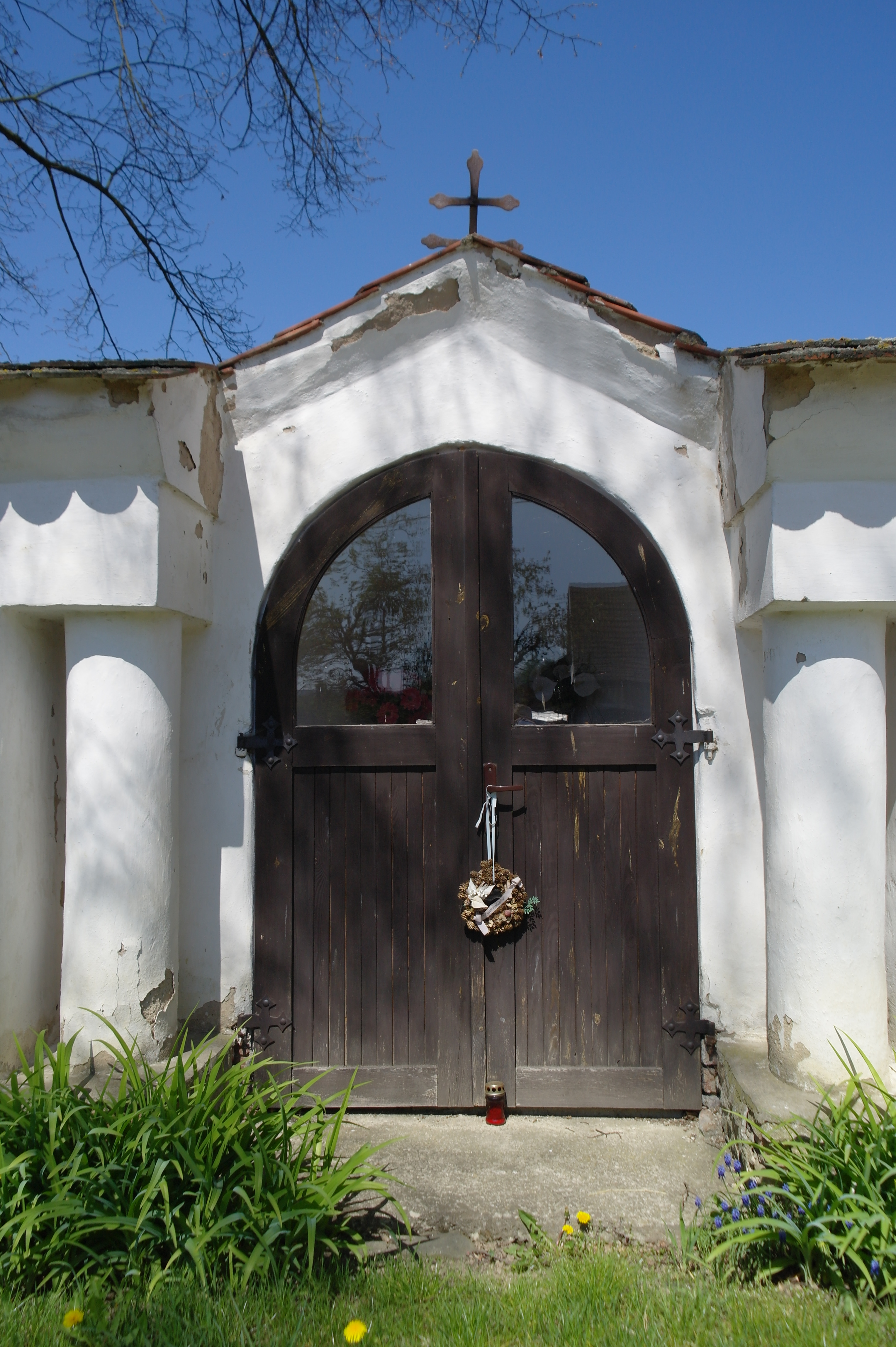
Dorpskapel met schrijn (2019)
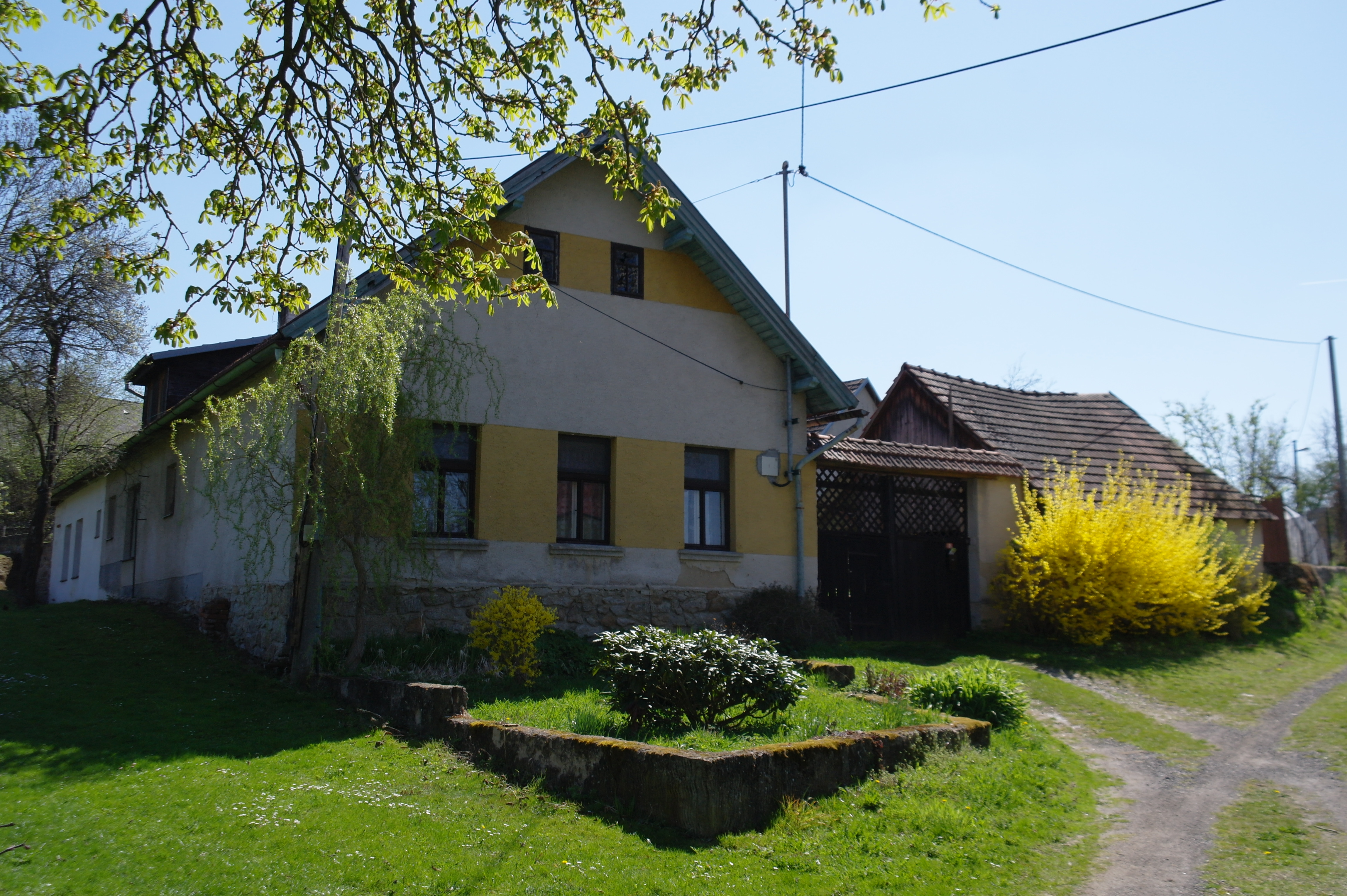
Huis in het dorp (2019)
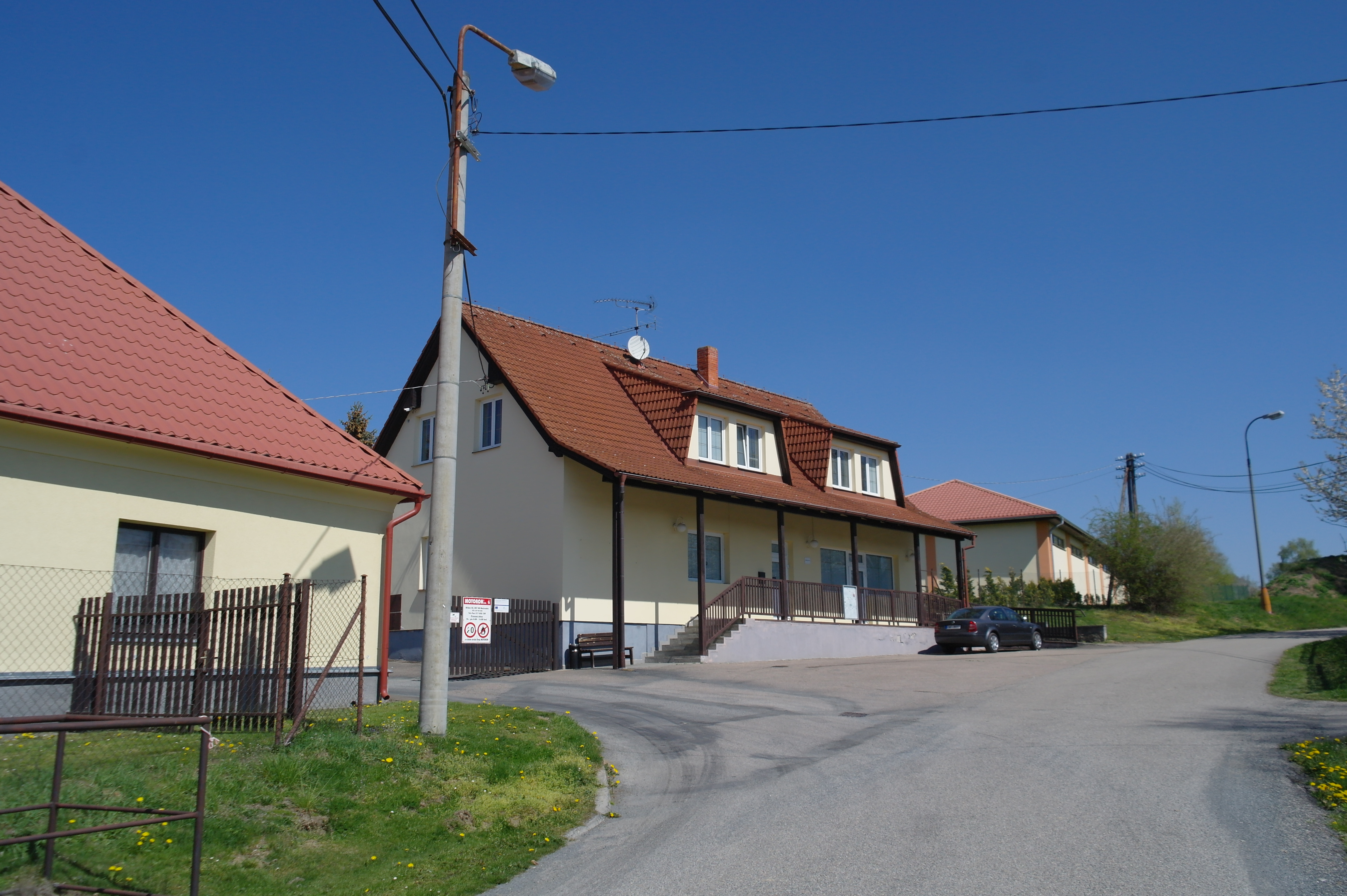
Gebouw in het dorp (2019)
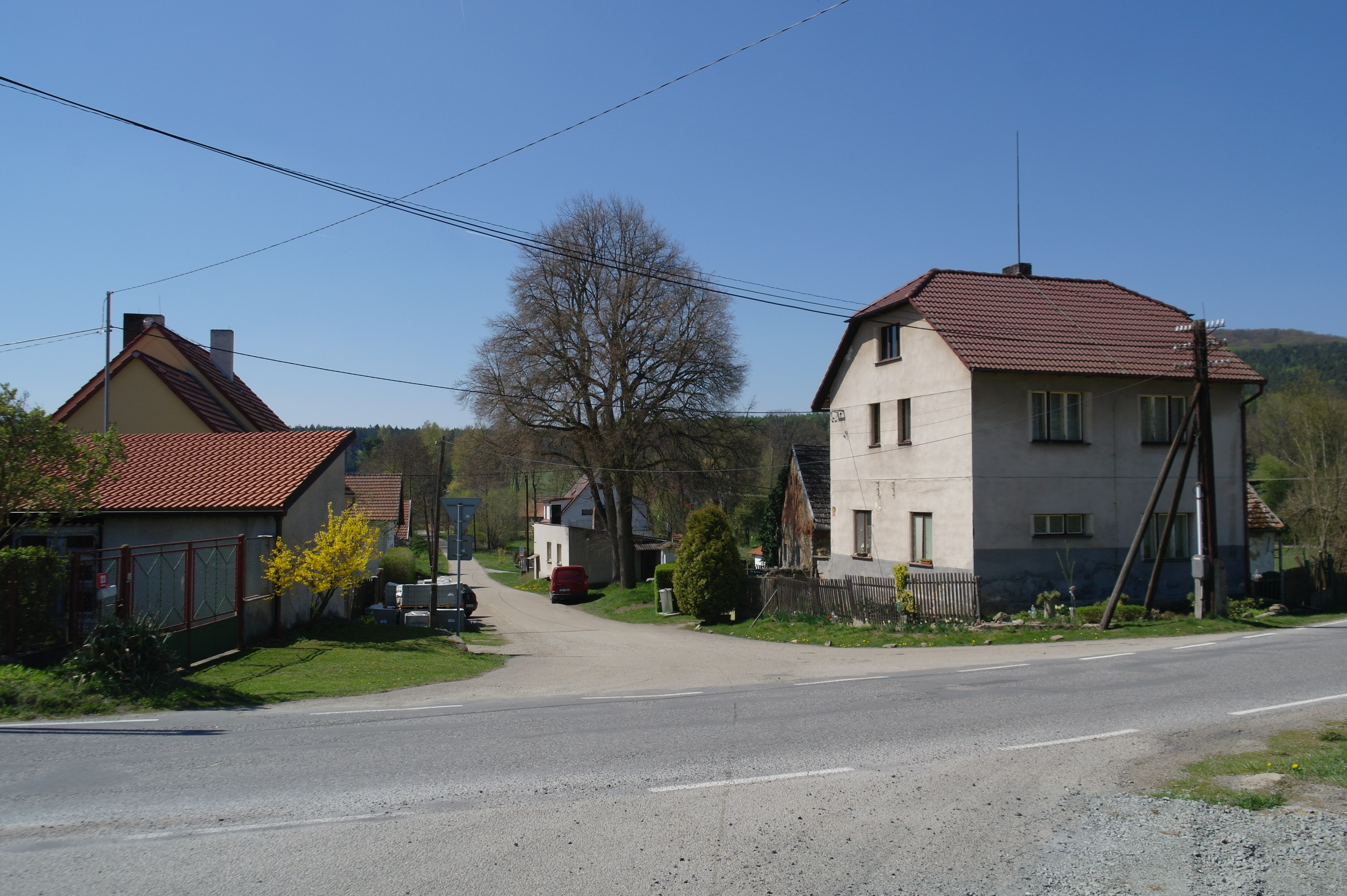
Kruising (2019)
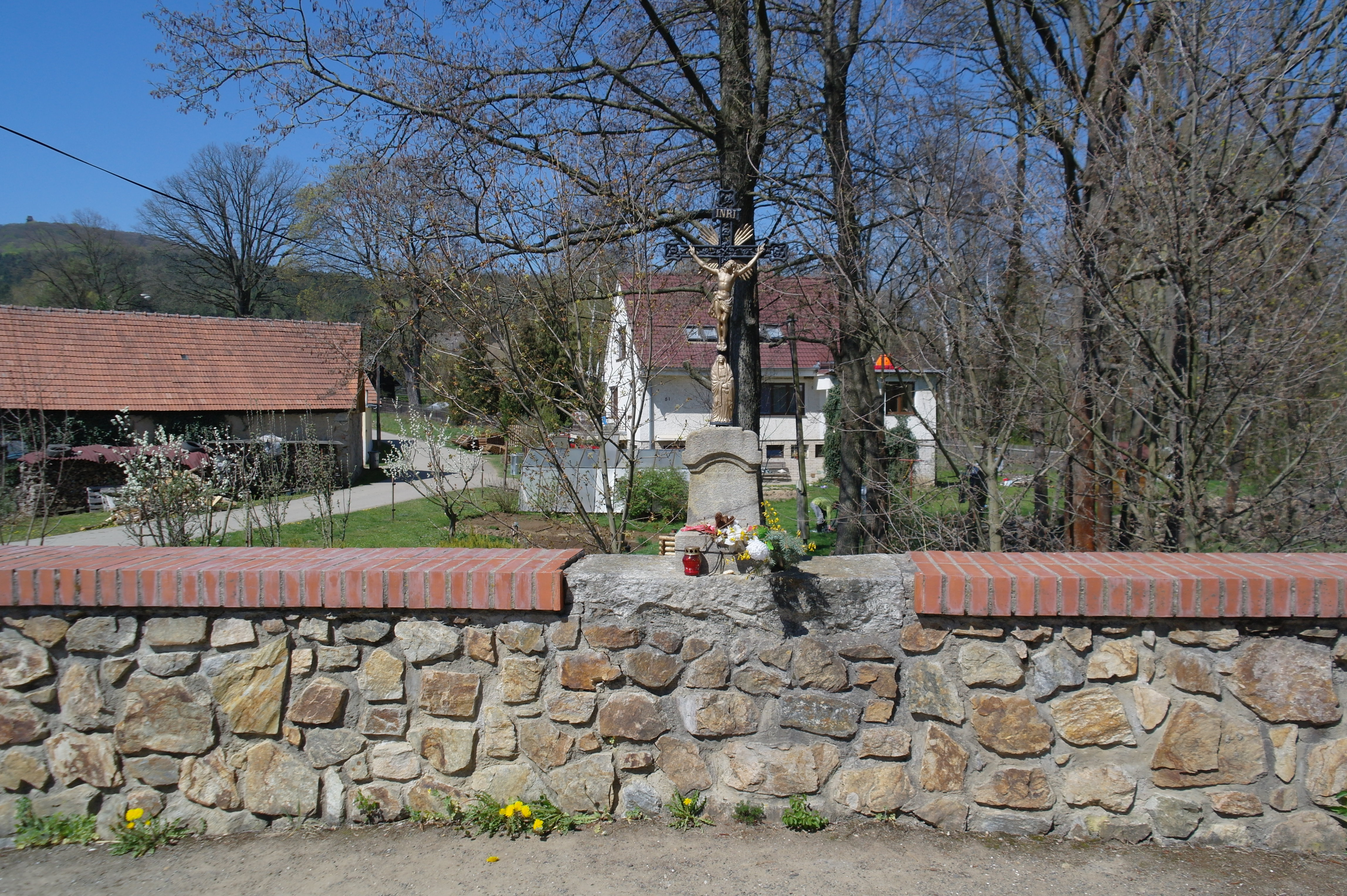
Wegkruis (2019)